# Новоборовицька сільська рада (Довжанський район)
Новоборовицька сільська рада — сільська рада у Довжанському районі Луганської області з адміністративним центром у селі Новоборовиці.
Історична дата утворення: в 1947 році.
Сільській раді підпорядковані також села Верхньотузлове, Дар'ївка, Зеленопілля, Любиме та Мар'ївка.
Адреса сільської ради: 94870, Луганська обл., Свердловська міськрада, с. Новоборовиці, вул. Шевченка .

## Населені пункти
Населені пункти, що відносяться до Новоборовицької сільської ради.
| № | Назва          | Тип  | Рік заснування | Площа км² | Населення (2001), ос. |
| - | -------------- | ---- | -------------- | --------- | --------------------- |
| 1 | Новоборовиці   | село | 1896           | 61,3      | 816                   |
| 2 | Верхньотузлове | село | 1942           | 10,4      | 100                   |
| 3 | Дар'ївка       | село | 1845           | 13,5      | 136                   |
| 4 | Зеленопілля    | село | 1925           | 15,1      | 147                   |
| 5 | Любиме         | село | 1954           | 17,2      | 241                   |
| 6 | Мар'ївка       | село | 1845           | 17,4      | 177                   |

## Склад ради
Рада складається з 16 депутатів та голови.

### Керівний склад ради
| ПІБ                         | Основні відомості                                                         | Дата обрання | Дата звільнення |
| --------------------------- | ------------------------------------------------------------------------- | ------------ | --------------- |
| Лобаньов Руслан Олексійович | Сільський голова, 1971 року народження                                    | 26.03.2006   | 31.10.2010      |
| Десятников Ігор Миколайович | Сільський голова, 1960 року народження, освіта вища, член Партії регіонів | 31.10.2010   |                 |

Примітка: таблиця складена за даними джерела